# Flaviano di Montefiascone
Flaviano (... – Montefiascone, 22 dicembre 362) è venerato come santo dalla Chiesa cattolica. Secondo la sua agiografia, fu martirizzato durante la persecuzione di Giuliano nel 362.

## Agiografia
Sono pervenute notizie molto scarse su di lui; la sua esistenza è taciuta dai martiriologi più antichi. Secondo la leggenda agiografica era un patrizio romano che rivestì la carica di prefetto di Roma al tempo degli imperatori Costantino II e Costanzo II, era marito di santa Dafrosa di Roma e padre di santa Bibiana e di santa Demetria.
La tradizione cristiana, non supportata da riscontri storici, vuole che quando divenne imperatore Giuliano, furono ripristinate le persecuzioni contro i cristiani e Flaviano fu costretto a lasciare la sua carica di prefetto, passandola nelle mani di un suo acerrimo rivale e acceso sostenitore del paganesimo, un tale Aproniano. Sorpreso mentre seppelliva i martiri Prisco, Priscilliano e Benedetta, Flaviano venne bollato a fuoco sul volto con il marchio degli schiavi ed esiliato ad Aquas Taurinas (forse l'attuale Montefiascone) dove fu condannato a lavorare nelle terme, fu poi martirizzato il 22 dicembre 362.
Le sue reliquie sono custodite a Montefiascone: la testa, nella cattedrale in un artistico reliquario a busto, mentre frammenti del corpo in un'urna sotto l'altare maggiore dell'antichissima basilica a lui dedicata, che si trova alle pendici della città.

## Culto
Le reliquie di San Flaviano, dalla loro ubicazione originaria, furono poste nella Chiesa di Santa Maria nel piccolo borgo sulla Cassia che di Flaviano prese il nome prima dell'837, anno in cui, secondo il regesto farfense, Benedetto di Ariperto, abitante nel Borgo di San Flaviano, fece una donazione al monastero di San Pietro in Valle Perlata; nell'852 Papa Leone IV, nella bolla Convenit apostolico, pone fondamento alla reposizione delle reliquie in una chiesa preesistente dedicata a Maria, infatti in essa conferma a Virobono, vescovo di Tuscania, e a tutti i suoi successori, i territori posti sotto la sua giurisdizione, e fra gli altri parla della "ecclesiam Sanctae Mariae ubi corpus Beati Flaviani martyris requiescit, cum casale et burgo suo in circuitu et giro eius ", cioè "la chiesa di Santa Maria dove riposa il corpo del beato martire Flaviano con l'annesso casale [forse un ospizio per pellegrini] e il suo borgo tutto intorno". La denominazione di "Borgo di San Flaviano" diviene comune e così anche annotata nel suo Itinerario da Sigerico nel 990 come Sancte Flaviane, VII tappa del ritorno a Canterbury, fra la VI, Sancte Valentine (oggi Bulicame presso Viterbo) e l'VIII Sancta Cristina (oggi Bolsena).
La vita del borgo si interruppe bruscamente nel 1187 quando le milizie di Federico Barbarossa lo distrussero, risparmiando solo la chiesa; conseguenza di ciò fu l'abbandono della zona fino al secondo Dopoguerra, la marginalizzazione della chiesa dalla vita sociale di Montefiascone (anche se non mancarono eventi storici all'interno della chiesa) e di San Flaviano dal patronato della città, soppiantato da Santa Margherita d'Antiochia, le cui reliquie erano state riesumate e condotte a Montefiascone nel 1185.
Il culto di san Flaviano oggi è considerato ufficialmente un culto locale della diocesi di Viterbo dove la memoria liturgica è fissata al 22 dicembre quale dies natalis e al 26 aprile quale data della consacrazione del suo tempio, in cui si celebrano anche i festeggiamenti civili in qualità di compatrono.

## Iconografia

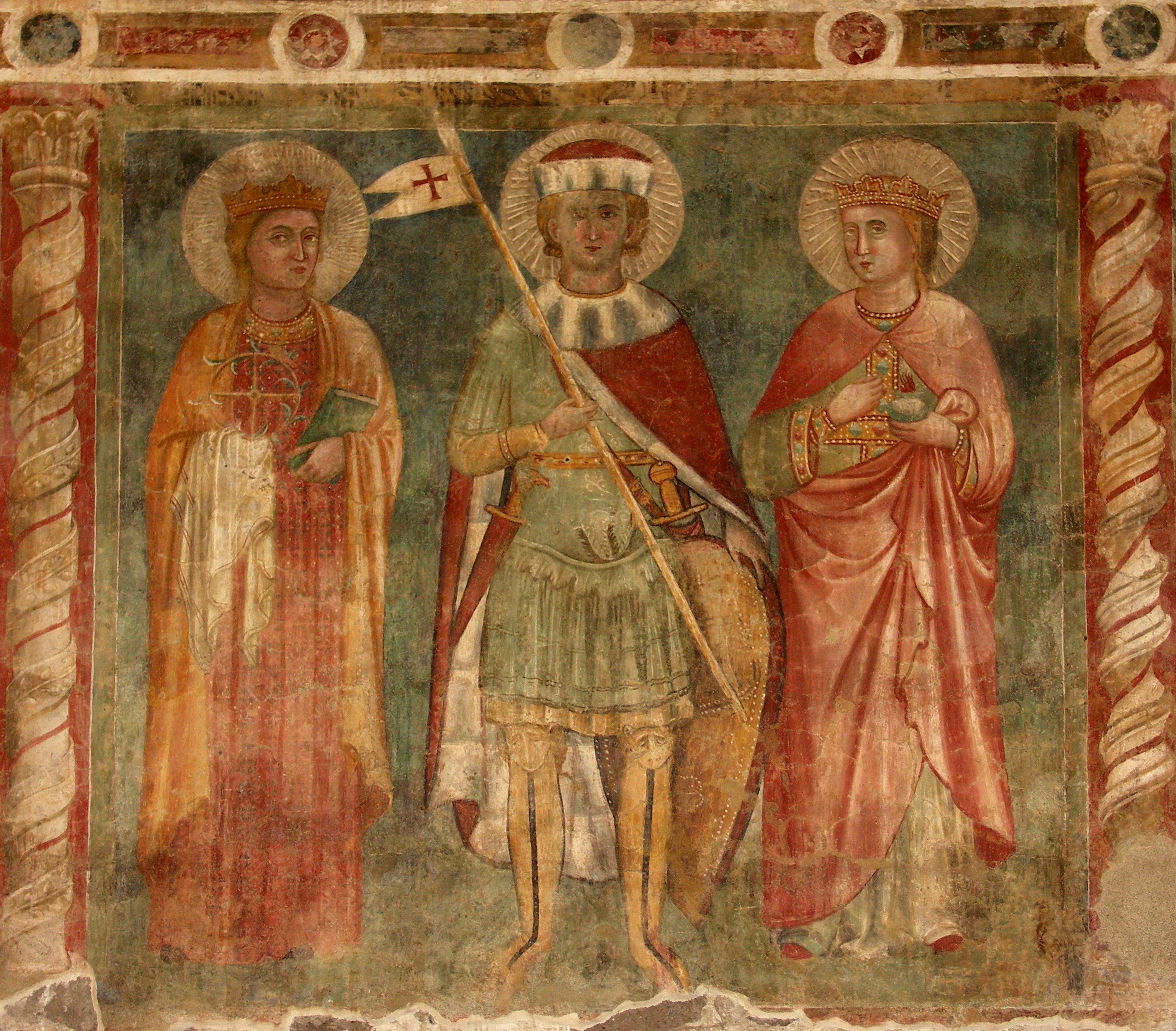
San Flaviano e due sante, affresco nella chiesa di San Flaviano a Montefiascone

La figura di Flaviano è presente in quasi tutte le chiese di Montefiascone, principalmente abbigliato come un comandante militare romano, ma con delle variazioni.
La rappresentazione pittorica più antica è stata rinvenuta nella chiesa di Santa Maria di Castello, detta comunemente Madonna della neve, dove si conserva nella parete di sinistra un'absidiola con un affresco con la Madonna in trono col Bambino e i Santi Benedetto, Agostino, Francesco d'Assisi e san Flaviano, quest'ultimo con in mano il vessillo della vittoria (della risurrezione sulla morte).
Le successive raffigurazioni si trovano nella chiesa di San Flaviano, una nella prima campata di sinistra in un affresco di scuola giottesca, dove è rappresentato con il vessillo vittorioso abbigliato con una corazza di ispirazione classica ma con un mantello e un berretto medioevali; una seconda rappresentazione è posta nell'abside retrostante l'altare maggiore, opera di un modesto pittore forse quattrocentesco, che utilizzando più volte il medesimo cartone lo rappresenta a cavallo con armatura di foggia rinascimentale e vessillo simile ad un San Giorgio.
Da qui la rappresentazione guerriera prevarrà quasi ininterrottamente; una pala del Settecento voluta dal Cardinale Aldrovandi durante i suoi restauri del tempio, lo mostra prossimo al martirio ricevere a cavallo e in armatura romana palma e corona da un angelo; la coeva pala dell'altare di San Martino nella Cattedrale di Santa Margherita lo raffigura stagliato nel paesaggio montefiasconese (si vede la cupola della cattedrale stessa) in armatura romana e palma ai piedi della Vergine insieme a Santa Felicita e San Martino di Tours.
Sempre in Cattedrale altre tre raffigurazioni pittoriche: nel tamburo, il martirio con la marchiatura a fuoco ancora in abiti romani e sopra - nel corrispondente spicchio di cupola - la gloria celeste con la famiglia, ciascuno con la palma del proprio martirio, opere entrambe del pittore e scultore Luigi Fontana; infine un ovale nell'abside del presbiterio, opera di Pietro Gagliardi lo mostra con lo sguardo rivolto al cielo in contemplazione del mistero divino. Nella chiesa dei Cappuccini sulla strada Verentana è ritratto due volte in venerazione di Maria insieme a Santa Felicita e i suoi figli in veste di guerriero.
Due sole le rappresentazioni scultoree conosciute, distanti fra loro parecchi secoli, una prima lo ritrae a cavallo in un bassorilievo nel palazzo comunale e deve quindi risalire a quando era patrono di Montefiascone (quindi XII sec. circa); la seconda è una statua a tutto tondo posta sulla facciata della Cattedrale di Santa Margherita insieme alla santa stessa.